# Physetobasis heliocoma
Physetobasis heliocoma là một loài bướm đêm trong họ Geometridae.